# Bothriomyrmex
Bothriomyrmex är ett släkte av myror. Bothriomyrmex ingår i familjen myror.

## Bildgalleri

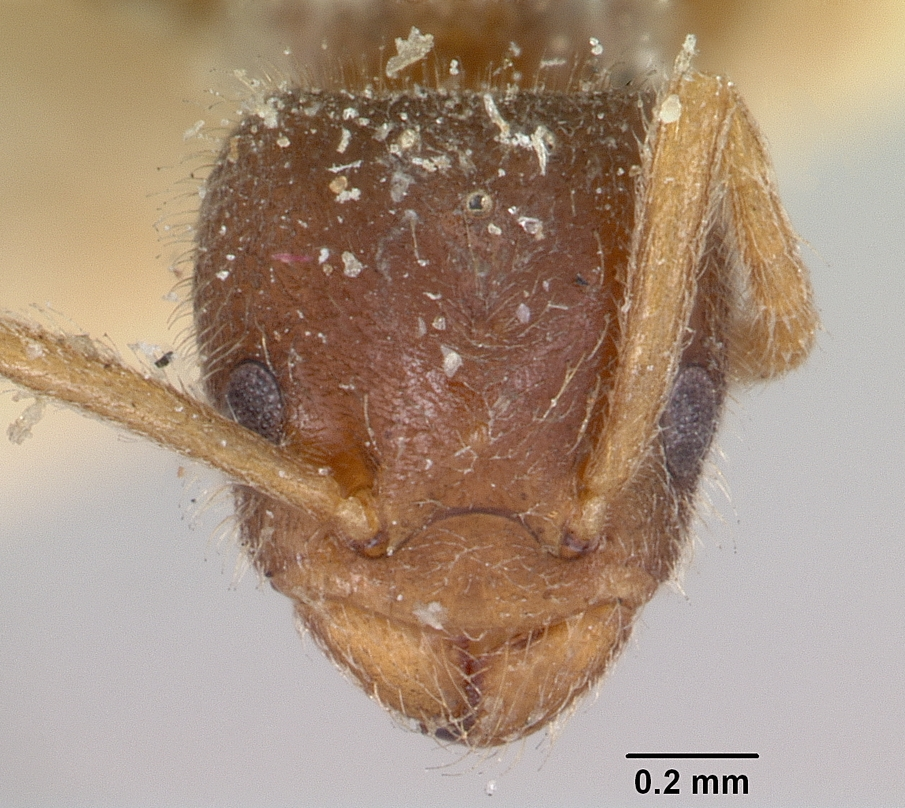
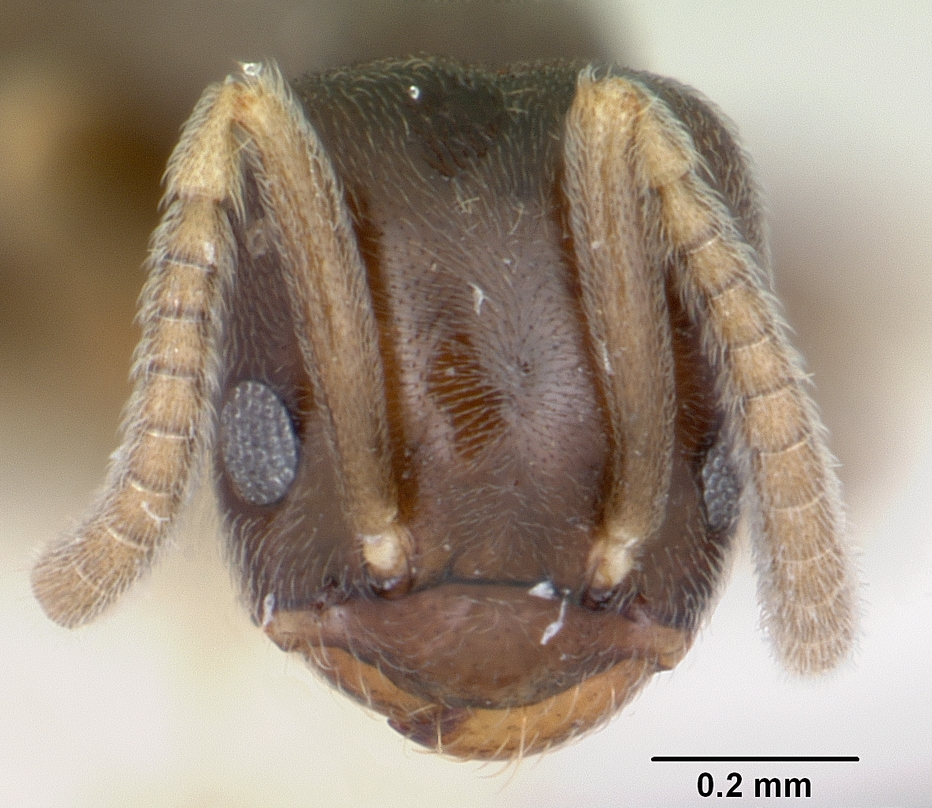
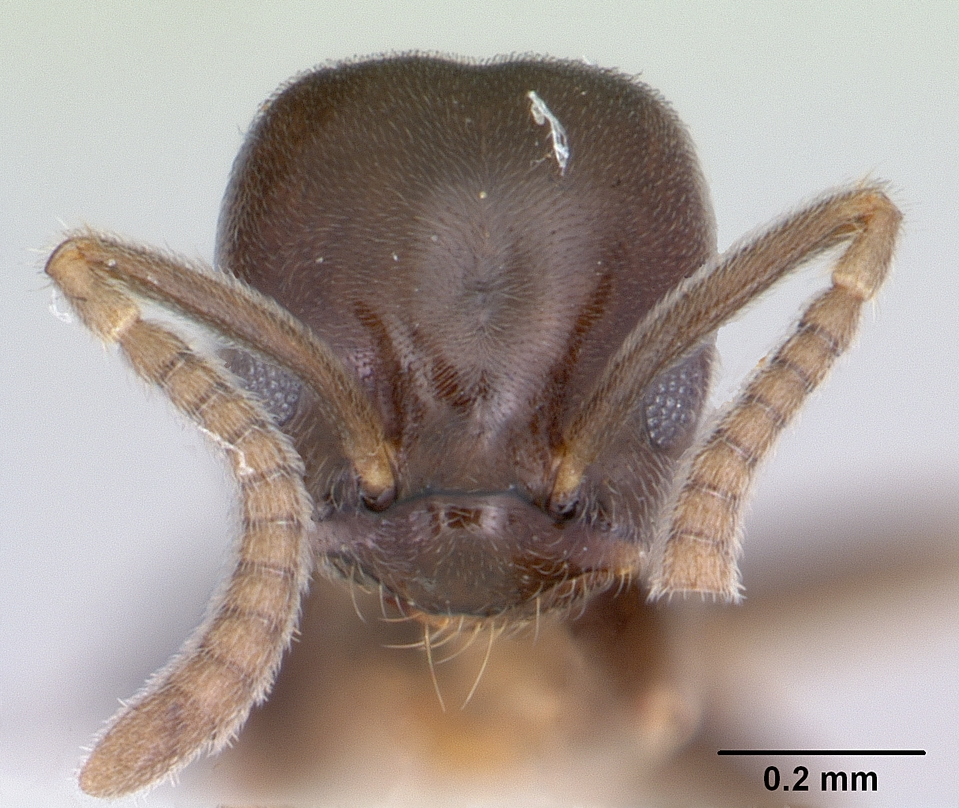
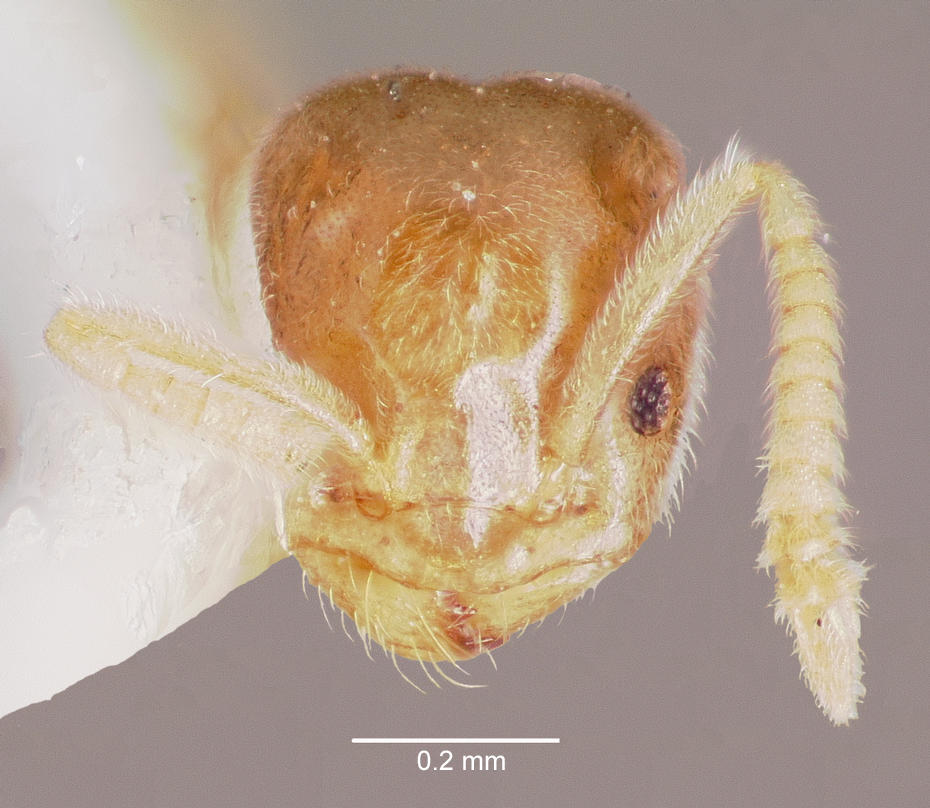
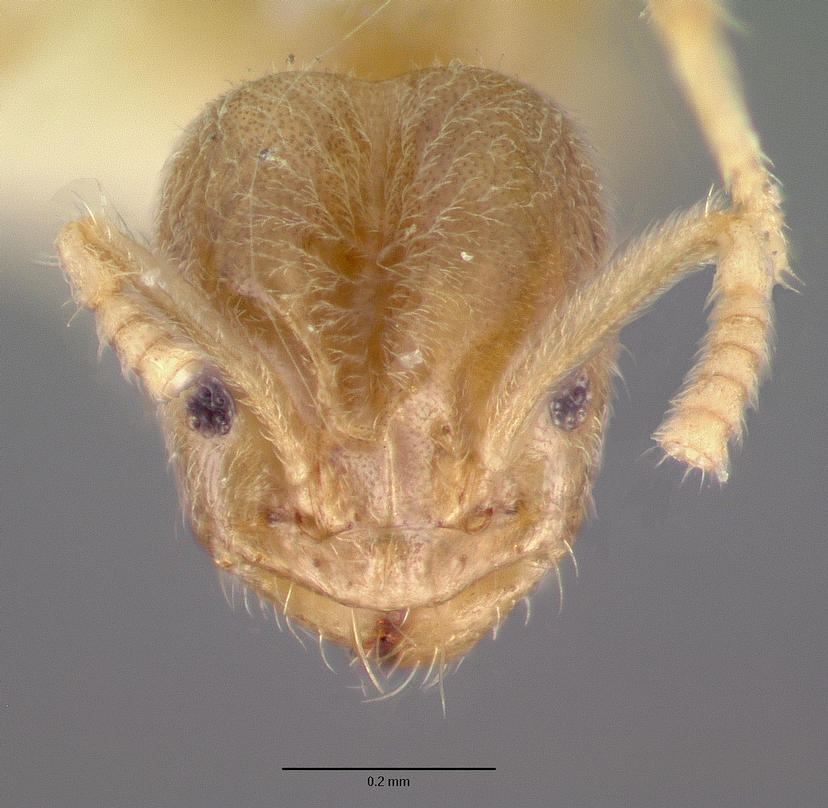
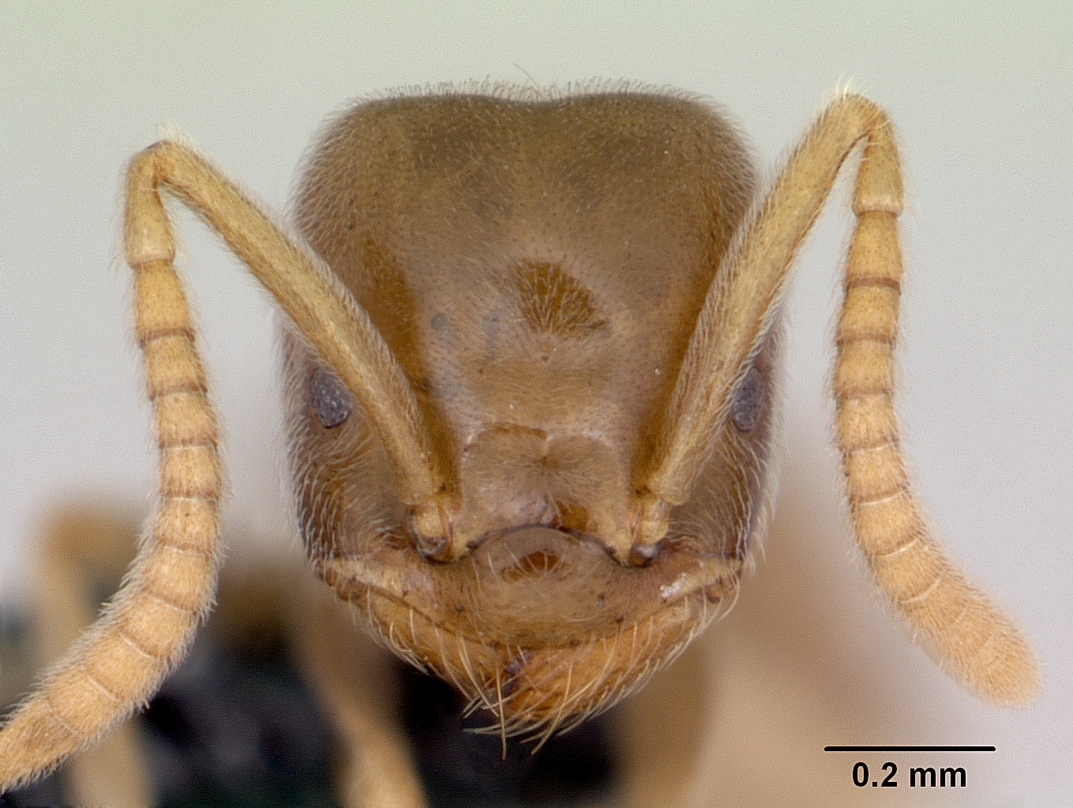

## Dottertaxa tillBothriomyrmex, i alfabetisk ordning[1]
- Bothriomyrmex adriacus
- Bothriomyrmex atlantis
- Bothriomyrmex breviceps
- Bothriomyrmex communistus
- Bothriomyrmex corsicus
- Bothriomyrmex costae
- Bothriomyrmex crosi
- Bothriomyrmex cuculus
- Bothriomyrmex decapitans
- Bothriomyrmex emarginatus
- Bothriomyrmex flavus
- Bothriomyrmex gallicus
- Bothriomyrmex gibbus
- Bothriomyrmex hispanicus
- Bothriomyrmex jannonei
- Bothriomyrmex kusnezovi
- Bothriomyrmex laticeps
- Bothriomyrmex menozzii
- Bothriomyrmex meridionalis
- Bothriomyrmex modestus
- Bothriomyrmex myops
- Bothriomyrmex pubens
- Bothriomyrmex pusillus
- Bothriomyrmex regicidus
- Bothriomyrmex rossi
- Bothriomyrmex salsurae
- Bothriomyrmex saundersi
- Bothriomyrmex scissor
- Bothriomyrmex syrius
- Bothriomyrmex turcomenicus
- Bothriomyrmex walshi
- Bothriomyrmex wilsoni
- Bothriomyrmex wroughtonii